# أليكس سانت كلير
أليكس سانت كلير (بالإنجليزية: Alex St. Clair)‏ هو موسيقي أمريكي، ولد في 14 سبتمبر 1941، وتوفي في 5 يناير 2006.

## وصلات خارجية
- أليكس سانت كلير على موقع ميوزك برينز (الإنجليزية)
- أليكس سانت كلير على موقع ديسكوغز (الإنجليزية)